# Promina (Horvátország)
Promina község Horvátországban Šibenik-Knin megyében.

## Fekvése
Knintől 13 km-re délnyugatra, Dalmácia északi-középső részén, a Promina-hegység nyugati lejtőitől a Krka folyó középső folyásáig terjedő területen fekszik. Északkeletről Knin, délről Drniš község határolja. A község területe nagy részben magában foglalja a Krka Nemzeti Park területét. A község központja Oklaj.

## A község települései
Közigazgatásilag Bobodol, Bogatić, Čitluk, Lukar, Ljubotić, Matase, Mratovo, Oklaj, Puljane, Razvođe és Suknovci települések tartoznak hozzá.

## Története
A község területén a  legrégibb emberi maradványok Mratovón kerültek elő és az újkőkorszak idejére datálódnak. A legősibb itt élt ismert nép az illírek egyik törzse a liburnok voltak. A község maga is a liburnok Promoni nevű váráról kapta a nevét, melyet egy másik illír törzstől a dalmátoktól foglaltak el délebbre tolva ezzel a két nép közötti határvonalat. A rómaiak i. e. 34-ben foglalták el ezt a területet, melynek központja Burnum katonai tábora lett. A horvátok ősei a 7. században vándoroltak be erre a vidékre, az ebből a korból származó leletek Lukar határából kerültek elő. A 10. században horvát nemesi családok éltek itt, melyek közül a legjelentősebb a Bogetićről származó Svačić Péter, az utolsó horvát király családja volt. A nemesi birtokokon több várat is építettek, ilyenek voltak Nečven, Rog, Kamičak, Čučevo és Bogočin várai. A község templomát a 10. században említik először, melyhez a Promina-hegység alatt elterülő, viszony nagy kiterjedésű terület tartozott. E területen ma található legősibb templom a mratovói a 14. századból származik. A község területén található Kamičak várában született korának egyik legbefolyásosabb politikusa és egyházi személyisége Fráter György pálos szerzetes, később nagyváradi püspök, bíboros, esztergomi érsek, erdélyi vajda. Szintén a község területén született a török elleni harcok jeles személyisége Mislenovich Márk, aki 1506-1507-ben horvát–dalmát és szlavón bán volt. A pálosok a 14. században telepedtek meg a Krka szigetén Visovacon, ahol templomot és kolostort építettek. 1445-ben Boszniából ferences atyák érkeztek a szigetre és ők is felépítették templomukat és kolostorukat. A kolostorban számos helyi neves személyiséget temettek el, emellett rendkívül gazdag a könyvtára is több régi könyvritkasággal. Itt őrzik a török elleni harcokban 1648-ban elesett Vuk Mandušićnak a szablyáját. A török 1522-ben szállta meg ezt a területet, melynek korábbi lakossága nagyrészt nyugatra menekült. A törökök Oklajon felépítették Bandalović tornyát, ahol őrséget helyeztek el, hogy innét ellenőrizze a környék útjait. Ugyancsak török őrség volt Lukaron Šušelj várában a velencei, morlák és uszkók támadások feltartóztatására. A megmaradt lakosságot a török mellett a pusztító járványok is tizedelték. A község területe a moreai háború során 1688-ban szabadult fel a török uralom alól. Miután a francia seregek felszámolták a Velencei Köztársaságot osztrák csapatok szállták meg. 1809-ben a Francia Császárság Illír Tartományának része lett. 1815-ben a bécsi kongresszus újra Ausztriának adta, amely a Dalmát Királyság részeként Zárából igazgatta 1918-ig. A községnek 1857-ben 4240, 1910-ben 5620 lakosa volt. Az első világháború után előbb a Szerb-Horvát-Szlovén Királyság, majd Jugoszlávia része lett. Az 1970-es években nagy számú lakosság vándorolt ki a jobb megélhetés reményében. A délszláv háború idején 1991-ben szerb felkelők és a JNA csapatai szállták meg és a Krajinai Szerb Köztársasághoz csatolták. Ezt követően mintegy kétezer horvát lakos menekült el, az itt maradtak közül 36-an estek az agresszió áldozatául. A térség öt katolikus temploma megsemmisült. A horvát hadsereg 1995 augusztusában a Vihar hadművelet során foglalta vissza a települést. Szerb lakói nagyrészt elmenekültek. A községnek 2011-ben 1136 lakosa volt.

## Lakosság
| Lakosság változása | Lakosság változása | Lakosság változása | Lakosság változása | Lakosság változása | Lakosság változása | Lakosság változása | Lakosság változása | Lakosság változása | Lakosság változása | Lakosság változása | Lakosság változása | Lakosság változása | Lakosság változása | Lakosság változása | Lakosság változása |
| ------------------ | ------------------ | ------------------ | ------------------ | ------------------ | ------------------ | ------------------ | ------------------ | ------------------ | ------------------ | ------------------ | ------------------ | ------------------ | ------------------ | ------------------ | ------------------ |
| 1857               | 1869               | 1880               | 1890               | 1900               | 1910               | 1921               | 1931               | 1948               | 1953               | 1961               | 1971               | 1981               | 1991               | 2001               | 2011               |
| 4.240              | 4.312              | 4.279              | 5.059              | 5.462              | 5.620              | 6.005              | 5.971              | 6.367              | 6.525              | 6.296              | 5.052              | 3.404              | 2.574              | 1.317              | 1.136              |

## Nevezetességei
- A község területének fő természeti látványossága a Krka-folyó szurdokvölgye, melynek partja helyenként kétszáz méterrel magasodik a folyó fölé. Leglátványosabb vízesései a Bilušića buk, a Brljan- (vagy Ćorić ) vizesés, a Manojlovac-vízesés (60 méteres magasságával a legnagyobb a Krkán), a Rošnjak- (vagy Sandovjel) vízesés és a Miljacka-vízesés, valamint a Brljan-tó.
- A prominai plébánia Mihály arkangyal tiszteletére szentelt plébániatemploma Oklajon található. 1784-ben építették, harangtornya 1794-98 között épült. 1880-ban félköríves apszissal bővítették. Több alkalommal megújították. A délszláv háború idején a szerbek lerombolták. Újjáépítése 1996-ban fejeződött be. A templom körül temető található.
- A lukari Kisboldogasszony templomot 1797-ben építették a régi plébániatemplom alapjain. Harangtornya 1934 és 1937 között épült. A délszláv háború idején a szerbek lerombolták, harangjait elvitték. Újjáépítése 1996-ban fejeződött be. A templom körül kőfallal körülvett temető található.
- A mratovói Szent Márton templomot már 1412-ben említik. Az eredeti templomból fennmaradt a sekrestye és a gazdagon díszített harangtorony a két haranggal. 1841-ben új, ötszög alaprajzú templomot építettek mellé. A délszláv háború idején a szerbek felgyújtották. Újjáépítése 2002-2003-ban történt. A templom körül régi temető található.
- A razvođei Mindenszentek templom valószínűleg egy régi temetőkápolna alapjaira épült. A délszláv háború idején a szerbek felgyújtották, 1996-ban építették újjá.
- A matasei Szentlélek templom 1975-ben épült D. Perinić tervei szerint. A délszláv háború idején a szerbek lerombolták, 2003-ban építették újjá.
- A plébániaház melletti Szent Rókus kápolna 1860-ban épült a régi kápolna alapjain, melyből csak a harangtorony maradt meg. A délszláv háború idején a szerbek felgyújtották, a háború után építették újjá.
- A razvođei Szent Nedeljica pravoszláv templom.

## Fordítás
Ez a szócikk részben vagy egészben  a   Promina (općina) című horvát Wikipédia-szócikk ezen változatának fordításán alapul.  Az eredeti cikk szerkesztőit annak laptörténete sorolja fel. Ez a jelzés csupán a megfogalmazás eredetét és a szerzői jogokat jelzi, nem szolgál a cikkben szereplő információk forrásmegjelöléseként.